# Büches (Adelsgeschlecht)
Die Herren von Büches (auch Herren von Buches) waren eine ritterständige Adelsfamilie im heutigen Hessen, die vor allem im Osten der Wetterau begütert war.

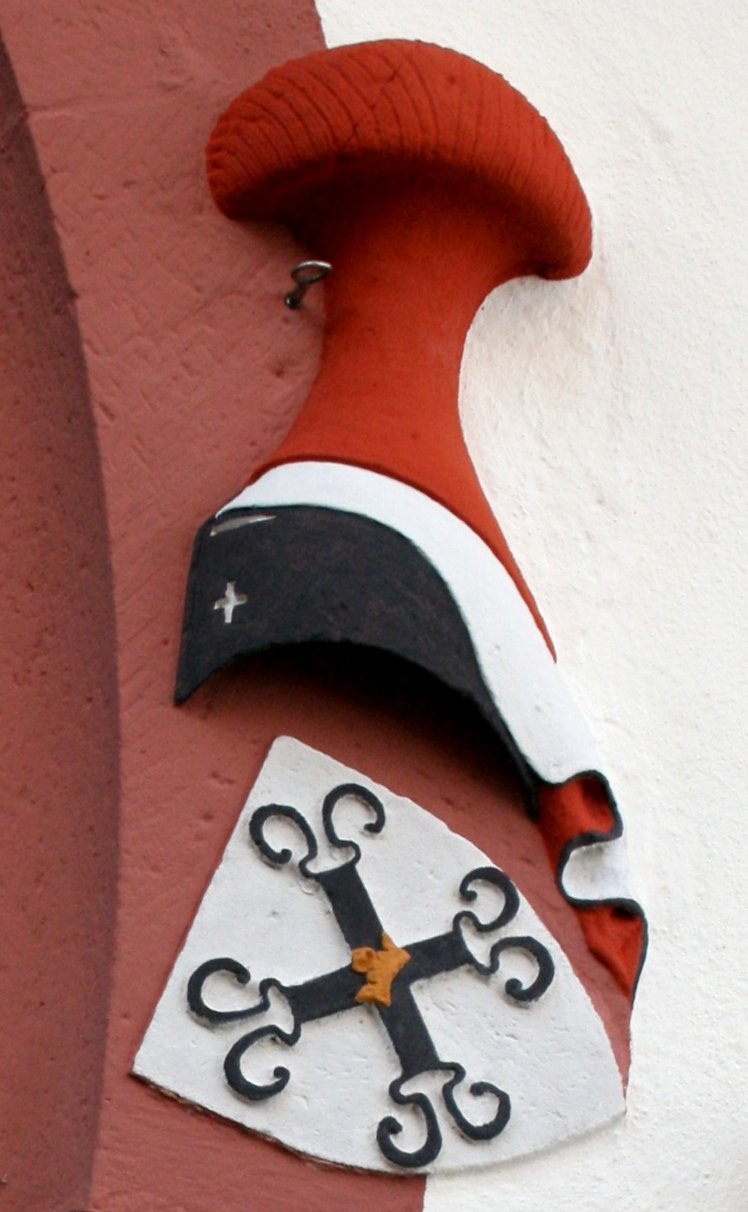
Wappen der Herren von Büches zu Lindheim an der Lindheimer Kirche (Teil der ehemaligen Burg Lindheim).

## Geschichte
Erstmals im Jahr 1173 wird ein Richardus de Buches in einer Urkunde zur Besitzabgrenzung der Klöster Langenselbold (heutiges Schloss Langenselbold) und Meerholz (heute Schloss Meerholz) erwähnt. Die Urkunde gilt gleichzeitig als erste Erwähnung des Ortsnamens Büches, heute ein Stadtteil von Büdingen. Ein Stammsitz im Ort ist anzunehmen, aber nicht gesichert.
Die Herren von Büches waren vor allem in der östlichen Wetterau begütert. Folgende Beinamen sind belegt:
- Büches von Berstatt
- Büches von Lintheim
- Büches von Wasserlos
- Büches von Staden
- Büches von Seligenstadt
- Büches von Höchst

Nachweislich besaßen sie in mehreren Burgen dieser Ortschaften Ganerbenanteile. Darunter befanden sich mit den Burgen Höchst und Lindheim auch solche, von denen im späten Mittelalter Raubzüge ausgingen. 1268 waren die Herren von Büches zusammen mit dem Friedberger Burggrafen Rupert von Carben an der Stiftung des Klosters Engelthal beteiligt. Der Stifter Konrad von Büches lebte bis zu seinem Tod 1294 im Kloster, seine Grabplatte ist erhalten. 1310 bekleidete mit Wigand von Büches ein Mitglied der Familie das Burggrafenamt in Friedberg, wo mehrere Familienmitglieder als Burgmannen belegt sind. Verschiedene Angehörige lassen sich auch in isenburgischen oder hanauischen Diensten fassen.
Guda von Büches war 1435 die letzte Priorin des Zisterzienserinnenklosters Kirschgarten bei Worms.
Um 1600 starb die Familie im Mannesstamm aus. Die letzten Namensträger waren Werner Philipp und Johann Caspar von Büches aus der Stadener Linie mit Anteil an der Burg und der Ganerbschaft Staden.

## Wappen
Das Wappen der Herren von Büches zeigt einen vierfüßigen Feuerbock, gelegentlich auch als gabelendiges, schräg gestelltes Kreuz bezeichnet. Die Farbgebung variiert in den verschiedenen Linien, belegt sind Silber in Rot, Silber in Schwarz, Schwarz in Silber und Rot in Silber. Bei der Stadener Linie steht das Gabelkreuz aufrecht. Als Helmzier wird meist ein Topf oder Köcher mit Hahnenbusch geführt. Das heutige Ortswappen von Büches zeigt einen silbernen Feuerbock auf rotem Grund.

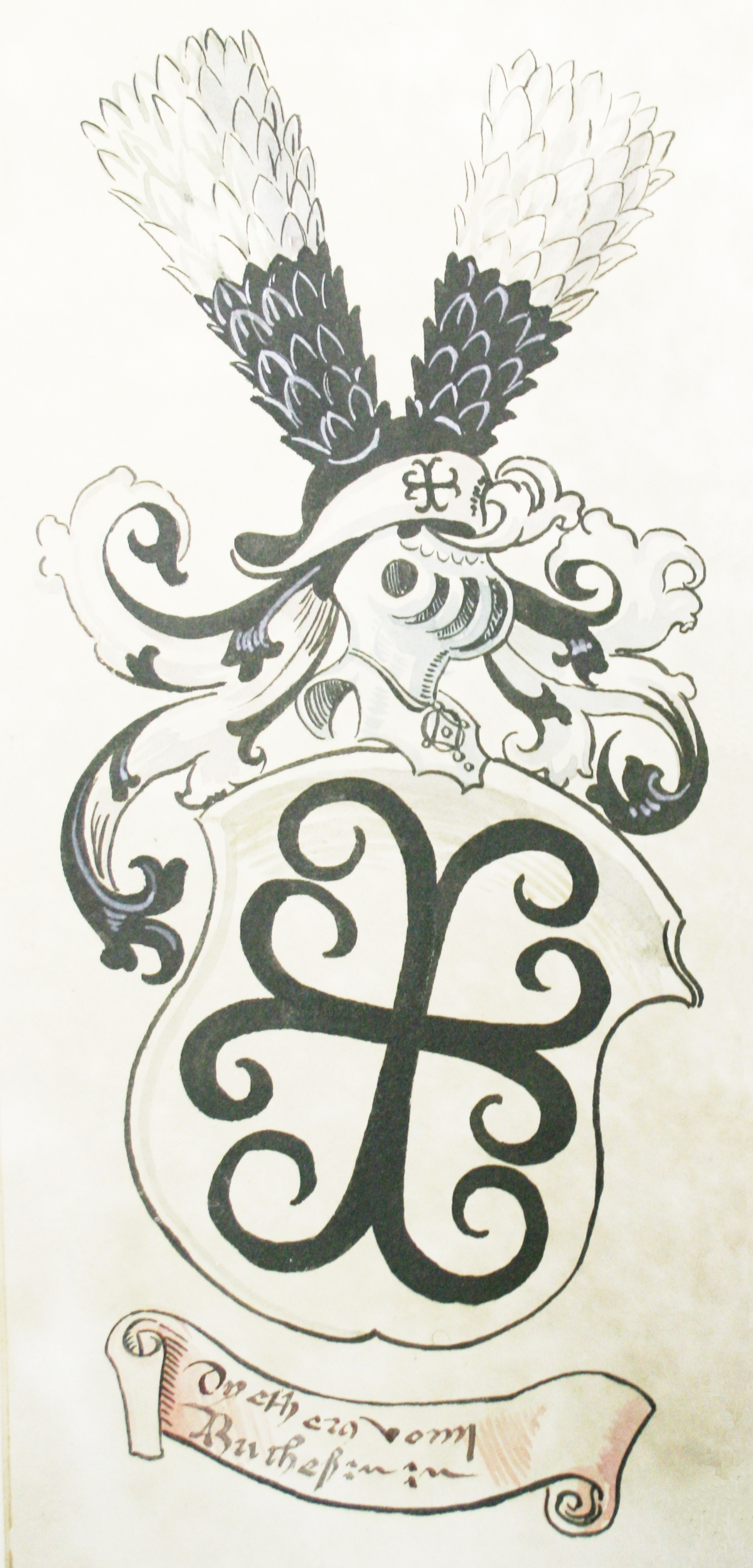
Wappen des Friedberger Burgmannen Diether von Buches zu Staden im Salbuch des Klosters Naumburg
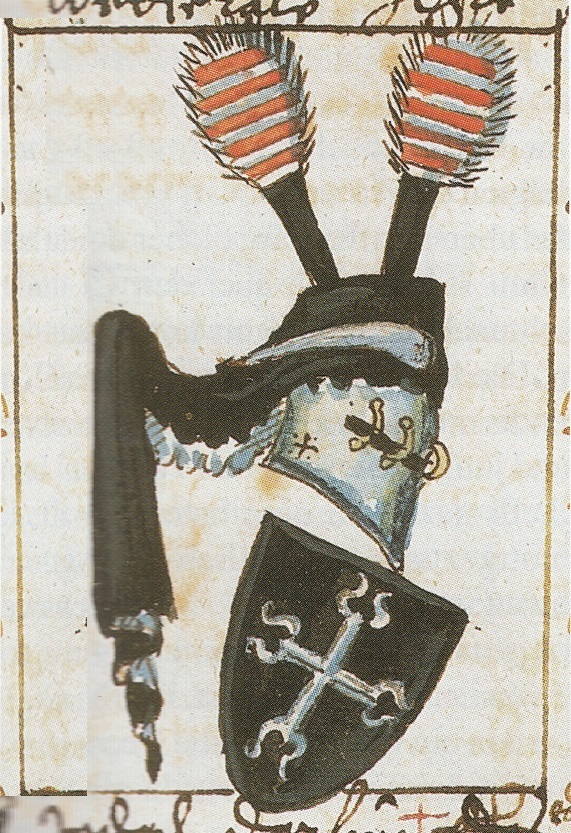
Wappen Buches zu Berstat aus der Chronik Eisenberger
Heutiges Ortswappen von Büches